# Brock Chisholm
Pour les articles homonymes, voir Chisholm.
George Brock Chisholm, CC, CBE, MC & Bar (18 mai 1896-4 février 1971) est un ancien combattant canadien de la Première Guerre mondiale, médecin psychiatre et premier directeur général de l'Organisation mondiale de la santé (OMS) entre 1948 et 1953.
Il indique en 1955 qu'il faut pratiquer le métissage pour créer une race unique dans un monde unique sous un gouvernement unique.

## Honneurs
- Compagnon de l'Ordre du Canada
- Ordre de l'Empire britannique à titre militaire (Commandeur, 1943)
- Croix militaire